# 1861 în literatură
Anul 1861 în literatură a implicat o serie de evenimente și cărți noi semnificative.  